# 物理符號系統
物理符號系统 （又称为形式系统 ）會將物理模式（符號）组合成结构（表达式）并操纵它们（使用處理程序）來产生新的表达式。 
物理符號系统假设（英語：physical symbol system hypothesis，PSSH ）是在人工智慧哲学中，由艾伦·纽厄尔和赫伯特·西蒙提出的一个觀點。他们写道： 
"物理符號系統具有充分且必要的手段進行通用智能行為。"
 — 艾伦·纽厄尔與赫伯特·西蒙
该主张意味着人类的思维是一种符號處理（因为符號系统对于智慧来说是必要的），同時也意味着机器可以擁有智慧（因为符號系统对于智慧来说是充分的）。
纽厄尔和西蒙指出，物理符號系統是由一組名為「符號」（symbols）的實體所組成，這些實體是物理圖形，可以作為另一種稱為「表達式」（或符號結構）的實體之元件。因此，符號結构是由許多個例（instances或tokens）組成的，而這些個例以某种物理方式關聯著（例如符號緊鄰著另一個符號）。 在任何時候，系統都包含著這些符號結構的集合。除了這些結構之外，系統還包含一組處理程序，它們會對表達式進行操作以生成其他表達式，像是「創建」、「修改」、「複製」和「破壞」。物理符號系統是隨著時間產生不斷進化的符號結構集合的機器，這樣的系統存在於比這些符號表達式本身更加廣泛的客體世界中。
这个想法的哲学根源來自於霍布斯（他声称推理“无非是推算”）、莱布尼兹（他试图建立人类想法的邏輯演算）、休谟（他認為知覺可以被簡化為“原子印象”）和甚至是康德（他认为所有经验都是由形式规则所控制）。 最近的版本則与哲学家希拉里·普特南和杰里·福多有关，称作心灵计算理论 。
雖然该假设受到了各方强烈批评，但它仍是AI研究的核心。一種常見的批評觀點是，這種假設似乎適用於更高層次的智力，像是下棋，而不太適用於如視覺這樣的普通智力。而與世界上的物體直接對應的高級符號（如<dog>和<tail>），以及存在于机器（如神经網路）中的更為复杂的“符號”，我們通常會做出區分。   

## 例子
- 形式逻辑 ：符號是诸如“与”、“或”、“非”、“对于所有x”之类的词，依此类推。表达式是形式逻辑中的语句，可以为真，也可以為假。處理程序是逻辑推论的规则。
- 代数 ：符號为“ +”、“×”、“ x ”、“ y ”、“ 1”、“ 2”、“ 3”等。表达式为方程式。處理程序是代数规则，允许人们操纵一种数学表达形式
- 數位電腦 ：符號是計算機記憶體的0和1，處理程序是CPU更改記憶體的操作。
- 棋 ：符號是棋子，處理程序是合法的棋子动作，表达式是棋盘上所有棋子的位置。

物理符號系统假设認為下面兩者都是物理符號系統的例子： 
- 人类智慧的思维：这些符號被编码在我们的大脑中。表達式即為思想 。處理程序是思維的心理操作。
- 正在运行的人工智慧程式：符號是資料。表达式是更多資料。處理程序是处理資料的程式。

## 支持论点
艾伦·纽厄尔和赫伯特·西蒙認為「『符號處理』是人类和机器智慧的本质」，這來自來兩點證據：「人工智慧程序的开发」和「对人类的心理实验」。 
首先，在人工智慧研究的最初幾十年裡，许多使用高级符號处理的程式非常成功，例如纽厄尔與西蒙的通用問題解決者，或是特里·威诺格拉德的SHRDLU。 約翰·豪格蘭德（John Haugeland）将这类AI研究命名为“ 有效的老式人工智慧（Good Old Fashioned AI）”或"GOFAI" 。 专家系统和逻辑编程即為这些传统程式派生的結果。这些程序的成功表明，符號处理系统可以模拟任何智慧动作。 
其次，同时进行的心理实验发现，對於邏輯、計劃或任何形式的“謎題解决”中的难题，人们也使用这种符號处理。 AI研究人员能够使用计算机程序模拟人類逐步解決問題的能力。 這種合作及其引發的议题最终导致认知科学领域的誕生。 （这类研究被称为“ 认知模拟 ”）這方面的研究表明，人類解決問題的主要方法是處理高級符號。   
在紐厄爾和西蒙的論據中，假設所指的"符號"代表世界上事物的物理對象，如<狗>具有可識別的含義或直指，並可以與其他符號組成以創建更複雜的符號。 
然而，也可以把這個假設解釋為數位計算機記憶體中簡單抽象的「0和1」，或者是指透過机器人的感知设备的「0和1之流」。从某种意义上讲，這些也是符號，儘管我們並不總是能夠準確確定符號代表什麼。在此假设的版本中，如托瑞基（David Touretzky）和波默洛（Dean Pomerleau）所解释的那樣「“符號”和“訊號”之间没有区别」 
在这种解释下，物理符號系统假说仅断言智慧可以被數位化，因此是個比较弱的陳述。实际上，托瑞基和波默洛写道，如果符號和訊號是同一回事，因为物理符號系统為图灵通用的，所以除了二元论者或某种神秘主义者之外，就已經有了充分性。广泛接受的邱奇－图灵论题认为，只要有足够的时间和記憶體，任何图灵通用系统都能模拟可被數位化的过程。由於任何數位计算机都是图灵通用的 ，所以从理论上讲，任何數位计算机都可以模拟任何可以數位化到足够精确度的东西，包括智慧生物的行为。物理符號系统假设的必要条件同样可以被巧妙完善，這是因为我们愿意接受几乎任何訊號作为“符號”的形式，而所有智慧生物系统都有著訊號通路。

## 批评
尼尔斯·尼尔森（Nils Nilsson）提出了四个抨擊物理符號系统假设的主要“論題”或依据。
1. 「 『物理符號系统假设』缺少了符號基础」這一錯誤主張被认为是通用智慧行为的必要条件。
2. 普遍認為，AI 需要非符號處理（例如，聯結主義架構可以提供非符號處理）。
3. 普遍認為，大腦根本不是一臺計算機，目前所理解的計算並沒有為智力提供合適的模型。
4. 最后，有些人也相信大脑本质上是无意识的，大部分發生的事情是化學反應，人类的智慧行为类似于蚁群所显示的智慧行为。

### 德雷福斯和无意识技能的优势
主條目：休伯特·德雷福斯對AI的批判
休伯特·德雷福斯（Hubert Dreyfus）抨擊了物理符號系统假设的必要条件，他將其称为“心理假设”，并定义如下： 
- 可以将心靈视为「根据形式规则对資訊进行操作」的裝置。 [10]

德雷福斯反駁了這一觀點，他指出，人類的智力和專業技能主要依賴於無意識的本能，而不是有意識的符號處理。專家會透過直覺快速解決問題，而非一步一步的試誤搜索。德雷福斯認為，這些無意識的技能永遠不可能在正式規則中體現出來

### 塞尔和他的中文房间
约翰·塞尔于1980年提出的中文屋论证试图表明，程序(或任何物理符號系統)不能“理解”它所使用的符號;這些符號本身沒有任何意義或語義內容，因此，機器永遠不可能僅透過符號處理就可以實現真正的智慧。

### 布魯克斯和機器人專家
主條目：人工智慧，定位方法 、莫拉維克悖論
在六十年代和七十年代，数个实验室试图建立使用符號来代表世界并计划行动的机器人（例如斯坦福购物车）。这些项目取得的成功有限。八十年代中期， 麻省理工学院的 罗德尼·布鲁克斯（Rodney Brooks）能够制造出具有出色的移动和生存能力的机器人，而根本无需使用符號推理。布鲁克斯（和其他人，例如汉斯·莫拉维克）发现我们最基本的动作、生存、感知、平衡等基本技能似乎根本不需要高级符號，实际上，使用高级符號會帶來更多复杂性，而且更難以成功。 
在1990年的論文《大象不下棋 （页面存档备份，存于）》中，機器人研究者罗德尼·布鲁克斯矛頭直指物理符號系統假說，他認為符號並不總是必要的，因為「世界就是自己最好的模型。它始终是最新的，總是知道每一個細節。關鍵是要經常適當地感觉它。」

### 聯結主义
主條目：聯結主义

### 體化哲學
主條目：體化哲學
乔治·拉科夫 、马克·特纳（Mark Turner）等人认为，我们在数学 、伦理学和哲学等领域的抽象技能來自身體的無意識技能，而有意識的符號處理只是我們智力的一小部分。